# Robert A. Good
Robert Alan Good (* 21. Mai 1922 in Crosby, Crow Wing County, Minnesota; † 13. Juni 2003 in St. Petersburg, Florida) war ein US-amerikanischer Mediziner (Immunologie), der ein Pionier der Knochenmarktransplantation war.

## Leben
Good studierte Medizin an der University of Minnesota mit dem Bachelorabschluss 1944 und dem M.-D.-Abschluss und der Promotion (Ph. D.) 1947.  Als Student durchlitt er eine Polio-artige Erkrankung, die ihn teilweise lähmte und in den Rollstuhl zwang und von der später eine Gehbehinderung zurückblieb. Good durchlief die Facharztausbildung in Pädiatrie am Hospital der University of Minnesota. Nach einem Jahr 1949 am Rockefeller Institute for Medical Research in New York City (bei Maclyn McCarty, Henry Kunkel) war er 1950 wieder an der University of Minnesota, wo er in der Immunologie forschte (insbesondere erbliche Immunschwächen, aber auch Phylogenese des Immunsystems im Tierreich) und 1962 Professor für Pädiatrie, Mikrobiologie und Pathologie wurde. Zeitweise stand er der Abteilung Pathologie vor. 1969 wurde er Regent´s Professor. 1972 wurde er Direktor des Sloan-Kettering Institute of Cancer Research in New York City. 1982 war er in der Krebsforschung bei der Oklahoma Medical Research Foundation in Oklahoma City und ab 1985 war er Chefarzt am All Children´s Hospital in St. Petersburg in Florida und Vorstand der Abteilung Pädiatrie an der University of South Florida Medical School.
Good leistete Pionierarbeit in der Immunologie und fand mit seinen Mitarbeitern die zelluläre Basis vieler angeborener Immunschwächen. Seine Forschungen führten insbesondere auch dazu, dass die zentrale Bedeutung des Thymus für die Entwicklung des menschlichen Immunsystems erkannt wurde und die Rolle zweier Hauptzelllinien im Immunsystem, B-Zellen und T-Zellen. Eine seltene, angeborene Immunschwäche, heute als Good´s Syndrome bekannt, spielte dabei am Anfang eine besondere Rolle.
Er erforschte auch unter anderem den Einfluss der Ernährung auf das Immunsystem (und auf Brustkrebs) und die immunsuppressive Wirkung von Retroviren. Schon in den 1940er Jahren zeigte er, dass der Herpesvirus durch anaphylaktischen Schock aus seiner latenten Phase „aktiviert“ werden kann.
Good zeigte an Tiermodellen (Mäusen), dass gewisse angeborene Immunschwächen vollständig durch Knochenmarktransplantationen (mit vorheriger Entfernung bestimmter Lymphozyten) geheilt werden können. 1968 führte er eine der ersten erfolgreichen Knochenmarktransplantationen durch als Therapie einer nicht durch Krebs bedingten Erkrankung. Er übertrug einem fünf Monate alten Jungen das Knochenmark seiner Schwester. Der Junge litt an einer erblichen Immunschwäche, der schon elf weitere (männliche) Familienmitglieder zum Opfer gefallen waren. Durch die Transplantation wurde der Patient dauerhaft geheilt.
Er war Mitglied der National Academy of Sciences sowie von deren Institute of Medicine und der American Academy of Arts and Sciences. In den Jahren 1975/1976 fungierte er als Präsident der American Association of Immunologists. 1970 erhielt er den Albert Lasker Award for Clinical Medical Research und den Gairdner Foundation International Award und hielt die George M. Kober Lecture. 1972 erhielt den American College of Physicians Award, 1975 den William B. Coley Award des Cancer Research Institute und 1987 den John Howland Award der American Pediatric Society.
In seine Zeit am Sloan Kettering Institute fiel ein bekannter Wissenschaftlicher Betrugsfall eines seiner Mitarbeiter, der Hauttransplantationen bei Mäusen dadurch vortäuschte, indem er deren Fell färbte (William T. Summerlin, aufgedeckt 1974).